# Salomon Hermann Mosenthal

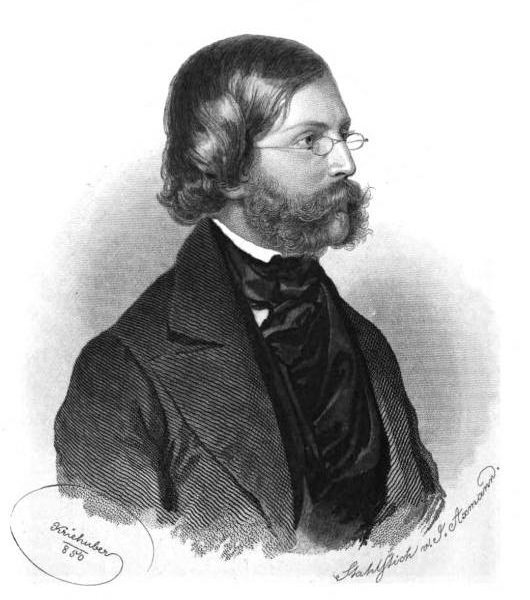
Salomon Hermann Mosenthal, Stahlstich von Josef Axmann nach Josef Kriehuber, 1850

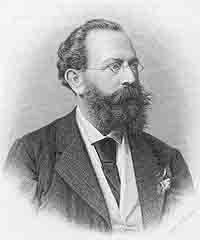
Salomon Hermann Mosenthal

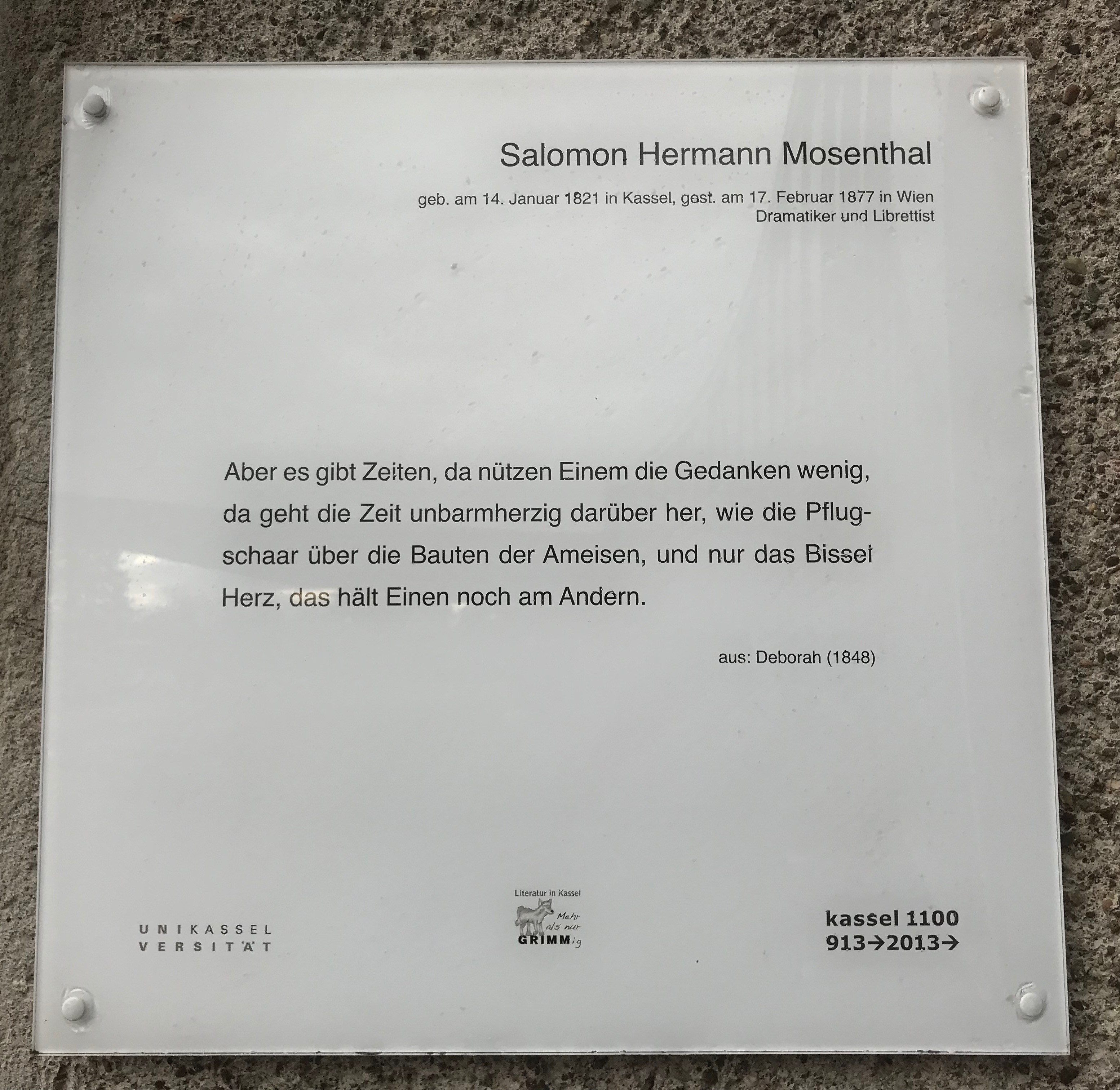
Ehrung für Salomon Hermann Mosenthal am Kasseler Staatstheater

Salomon Hermann Mosenthal, ab 1871 Ritter von Mosenthal (geboren 14. Januar 1821 in Kassel, Kurfürstentum Hessen; gestorben 17. Februar 1877 in Wien, Österreich-Ungarn, Pseudonym: Friedrich Lehner) war ein deutscher Dramatiker und Librettist.

## Leben

### Abstammung und Elternhaus
Salomon Hermann Mosenthal entstammte einer deutsch-jüdischen Kaufmannsfamilie. Der Vater Herz Moses Abraham Mosenthal (1782–1850), Inhaber eines Handelshauses, war ein anspruchsloser Mann, fromm und mild im Wesen, vornehm in Haltung und Erscheinung. Seine Schwäche war sein allzu großes Vertrauen in die Menschen und sein prüfungslos hingleitendes Gebaren in Geschäftsangelegenheiten. Dies sollte ihm zum Verhängnis werden. Die Familie wohnte in Kassel, im Eckhaus Mittelgasse/Ziegengasse. (Noch im Jahr 1878 bezeichnete dort eine Marmortafel das Geburtshaus von Salomon Hermann Mosenthal.)
Der Vater hatte sechs Kinder in erster Ehe. Nach dem Tod der ersten Gattin wählte der 35-jährige Witwer ein 21-jähriges Mädchen, Betty Amelia Mosenthal (geborene Weil, 1796–1868, Schwester des in Frankfurt lebenden Pädagogen Jakob Weil sowie des Publizisten und nachherigen kaiserlichen Hofrats Karl Ritter von Weil) zur zweiten Lebensgefährtin. Diese war geistig begabt und hübsch; sie ging mit ihm die Ehe wegen seines edlen Charakters ein und vertraute auf dessen Wohlstand. Sie machte keinen Unterschied zwischen seinen Kindern und ihrem ersten gemeinsamen Sohn Julius. Alle Kinder wurden gleichermaßen geistig wie sittlich überwacht und erzogen.

### Geburt des Dichters, Bankrott des Vaters und Verarmung
Salomon Hermann Mosenthal wurde am 14. Jänner 1821 (laut Geburtsschein am 13. Jänner 1821) geboren. Von seiner Mutter, seinen Geschwistern und Freunden wurde er kurz „Mon“ (gebildet aus der Endsilbe des ersten Vornamens) gerufen.
Ein leichtsinniger und treuloser Kompagnon (Mitinhaber) brachte den Betrieb des Vaters ins Wanken und gerade zur Geburt des zukünftigen Dramatikers zum Zusammenbruch. Um die Gläubiger zu befriedigen, übergab die Mutter dem Vater ihren Schmuck, die Diamanten und Perlen zum Verkauf, doch der Erlös reichte hiefür nicht ganz aus.
Die geräumige Wohnung in der Mittelgasse musste aufgegeben werden, an ihre Stelle rückte eine ärmliche Behausung in der entfernten Vorstadt. Herz Mosenthal wurde Buchführer in einem Handelshaus. Das karge Gehalt reichte für die mittlerweile neun Kinder – nach Salomon kam noch „Helene“ – nur für eine notdürftige Ernährung. Also musste die junge Mutter selbst mitverdienen, stellte nun um geringen Taglohn Putz und Tand für jedermann zusammen. Ein Teil der Wohnung wurde zu einem Putzmacherladen mit der Aufschrift: „Industriecomptoir für feine Damenhandarbeiten“. Verarmte adelige Frauen fertigten in jener Zeit im Geheimen Handarbeiten an und gaben sie verschämt Mosenthals Mutter zum Verkauf. Dieser verblieb dann ein kleiner Anteil des Erlöses als Vermittlungsprovision. Die Mutter las den Kindern am Abend Schillers Balladen oder Szenen aus Goethes, Müllners und Grillparzers Dramen vor. Bald rezitierte auch der kleine Mosenthal aus den Dramen und begann selbst Verse und Reime zu bilden. „Mon“ war Mutters Lieblingssohn, weil er so gelehrig war.
Als Kind wurde er immer von Eltern und Geschwistern bewundert, im Kreis der Geschwister gab er die Richtung vor. Es gelang ihm, die anderen zu animieren; daher war es für ihn auch später im Leben immer unerträglich und schmerzvoll, einen Feind zu haben, der sich ihm entgegenstellte.

### Schule
In der israelitischen Schule im Haus seines Onkels Moses Mordecai Büdinger (Vater des Historikers Max Büdinger, Professor an der Wiener Universität) perfektionierte er die deutsche und eignete sich die hebräische Sprache an, er war einer der besten Schüler. In der Freizeit las er und schuf selbst Dichterisches. An den Feiertagen führte er schon eigene dramatische Dichtung mit Hilfe seiner Geschwister auf und überraschte die Eltern damit. Auch die Sehnsucht nach Musik erwachte in dieser Zeit. Den verwandten Philipp Mosenthal (1793–1850), der kurfürstlicher Hofmusikus in Kassel war, ersuchte der 13-Jährige, ihm Klavierunterricht zu geben.
Seine Mutter, die auf ihn und sein Ausnahmetalent stolz war, erreichte durch eine Vorsprache bei Direktor Nathanael Cäsar die Aufnahme des 14-Jährigen in das Gymnasium Lyceum Fridericianum, dem heutigen Friedrichsgymnasium, das Söhne von Juden normalerweise nicht besuchen durften. Sein damaliger Französischlehrer Franz Dingelstedt, deutscher Dichter, Journalist und Theaterintendant, lobte seine Aufmerksamkeit und Mitarbeit. Mosenthal besuchte Dingelstedt auch privat und rezitierte vor ihm voller Begeisterung Schülergedichte. Dingelstedt gab später eine belletristische Zeitung namens Der Salon heraus und veröffentlichte hierin erste Gedichte Mosenthals.
Mit 17 Jahren (1838) wagte er es, dem Dichter, Sprachgelehrten und Übersetzer Friedrich Rückert in Erlangen Proben seiner Dichtungen zu übersenden, die dieser zwar nicht mehr in seinen Musen-Almanach einfügen konnte, da er diesen nicht mehr herausbrachte, sie aber zum Andenken aufbewahrte und dem jungen Dichter mitteilte, dass er darauf hoffe, dass Mosenthal noch viel recht Schönes gelingen möge. Der Brief Rückerts wurde von ihm und seinen Eltern in hohen Ehren gehalten. Keine spätere Auszeichnung machte Mosenthal so glücklich wie jene.
Trotz fehlenden Einverständnisses seines Schuldirektors schrieb er heimlich weiter und veröffentlichte anonym in öffentlichen Blättern. Auf seinen Drang hin wurden gemeinsam mit Mitschülern und Lehrern abends in einem großen Zimmer oberhalb einer Maurerwerkstatt Klassiker gelesen, Lieder gesungen und Tragödien (wie zum Beispiel Die Braut von Messina oder Antigone) aufgeführt. Auch seine Schwester Helene war daran beteiligt.
Mosenthal trug zum Erhalt des Vaterhauses bei, indem er Kindern Unterricht in Geschichte, Geographie, alten Sprachen und Mathematik erteilte.
Eine Novelle des 19-Jährigen namens Der schöne Almaril und der blonde Rupprecht erschien 1840 anonym in August Lewalds Zeitschrift Europa. Diese weckte das Interesse des Dichters Emanuel Geibel, dem Mosenthal im Sommer 1841 begegnete und der sich von der Belesenheit und Reife des jungen Dichters beeindruckt zeigte.

### Praktische Ausbildung – Erste Begegnung mit Lina Weil
Nach Abschluss des Gymnasiums stand die Berufswahl an, da man von Poesie allein nicht leben konnte. Seine älteren Brüder hatten mittlerweile das Elternhaus verlassen und gründeten später in Südafrika ein Handelshaus, das sie zu Ansehen und Wohlstand führte. Nach dem Wunsch seiner Mutter sollte er als jüngster Sohn in den hessischen Staatsdienst eintreten.
In dieser Zeit kam sein Onkel mütterlicherseits Karl Weil aus Stuttgart zu Besuch. Bei dieser Gelegenheit lernte Mosenthal zum ersten Mal die zukünftige Liebe seines Lebens kennen: seine damals noch 11- jährige Cousine Lina. Mit ihr besuchte er die Wilhelmshöhe samt mittelalterlicher Löwenburg. Er bewunderte ihre Klugheit und kaufte ihr einen Silberring auf dem Markt. Schon damals hatte er den stillen Wunsch, diesen Ring einmal gegen einen goldenen Ehering auszutauschen, keiner anderen wollte er in Zukunft seine Liebe schenken. Sein Onkel, ein Publizist, der bei bedeutenden industriellen Unternehmen einflussreich war, versprach, ihm bald zu einer selbständigen Stellung zu verhelfen, wenn er für einige Jahre die polytechnische Schule in Karlsruhe (Polytechnikum) besuchen würde und sich dort für ein praktisches Fach vorbereiten würde. In der Kesslerschen Maschinenfabrik sollte er Eisen drehen und feilen lernen. Seine Mutter entschied sich für diesen Weg ihres Sohns.
Der junge Mosenthal fand in Karlsruhe bei einer alten Frau, Witwe eines Schauspieldirektors und ehemaligen Schauspielerin, Kost und Logis. In jener Zeit war er zu Gast im Künstlerhaus Haizinger, wo Dichtung und Gesang gepflegt wurden. Die Hausherrin Amalie Haizinger, eine Schauspielerin, blieb zeitlebens seine treue Freundin. Er lernte bei dieser Gelegenheit die Schauspieler Ludwig Dessoir, Fritz Demmer, die Sängerinnen Fischer und Lerr, sowie Auffenberg, August Lewald und Karl Andree kennen. Er bewunderte die Schönheit von Amalies Tochter Adolfine Neumann, die ebenfalls eine Schauspielkarriere einschlug, jedoch nicht lange danach in Wien frühzeitig versterben sollte. Nach einem schweren inneren Kampf entschied sich Mosenthal gegen die praktische technische Ausbildung und für die Poesie. Nach fast zweijährigem Studium wollte er diesen Beschluss seinem Onkel in Stuttgart gestehen. An der Schwelle zu dessen Haus begegnete ihm wieder seiner Cousine Lina. Doch er brachte die Mitteilung über seine Entscheidung nicht über seine Lippen.
Danach trat er eine Fußwanderung durch Schwaben an. Hierbei besuchte er die berühmten Dichter Ludwig Uhland in Tübingen, Gustav Schwab in Gomaringen und Justinus Kerner in Weinsberg, die allesamt neben ihrer Dichtkunst noch einem praktischen Beruf nachgingen. Weiters lernte er in seiner Freizeit auch die Schriftsteller Nikolaus Lenau und Alexander von Württemberg kennen. Wieder zurück vor dem Tor der Fabrik in Karlsruhe, entschied er sich nun endgültig gegen die praktische wissenschaftliche Ausbildung. Er wollte nun ohne Hilfe der Eltern seinen eigenen Weg zu gehen. Seinem Professor am Polytechnikum Wilhelm Eisenlohr konnte Mosenthal sein Herz ausschütten und erhielt von ihm Hilfe. Der Lehrer vermittelte ihm eine Stellung als Erzieher in der russischen Stadt Simbirsk (nunmehr Uljanowsk) an der Wolga. Bei seinem Onkel Jakob Weil in Frankfurt, dem er seinen Entschluss, sein Schicksal jetzt selbst in die Hand zu nehmen, mitteilte, wartete er auf die Entscheidung, ob man ihn anstellen würde. Dort lernte er auch die Dichter Creiznach und Schwarzschild sowie die Komponisten Hiller und Schnyder von Wartensee kennen. Noch kurz bevor eine Antwort aus Russland einlangte, wurde ihm von seinem Onkel ein anderes Angebot unterbreitet. Herr Moritz Ritter von Goldschmidt (1803–1888), Prokurist des Hauses Rothschild, suchte in der Residenzstadt Wien einen Erzieher für seine Söhne – ein Angebot, das er nicht ausschlagen wollte, stand diese Stadt doch für Poesie, Musik und Naturschönheit gleichermaßen. Dem russischen Fürsten erteilte er eine Absage. Wien hingegen sollte ihm eine zweite Heimat werden, in der er sich tief verwurzeln sollte.

### Erziehertätigkeit in Wien – Eintritt in die Wiener Gesellschaft
Am 30. November 1842 kam er in Wien an und machte in einem Haus in der Seilerstätte Bekanntschaft mit seinen künftigen Zöglingen (7 und 9 Jahre alt), die ihn vertrauensvoll aufnahmen. Mosenthal fühlte sich sofort wohl und heimisch. Über Vermittlung des berühmten Tempelsängers Salomon Sulzer (1804–1890) lernte er den Dichter Otto Prechtler kennen, der sich soeben durch einige im Burgtheater aufgeführte Stücke einen Namen gemacht hatte. Dieser führte ihn in die Künstlergesellschaft Konkordia ein, der die Maler Ranftl, Waldmüller, Gauermann und Amerling, der Dichter Ludwig Löwe, die Sänger Joseph Staudigl und Alexander Baumann, Bauernfeld, Castelli, der Poet Frankl sowie Johann Gabriel Seidl, angehörten – um nur einige zu nennen. Sogar mit seinem Idol Grillparzer konnte er Bekanntschaft schließen.

### Erste dramatische Werke
Von nun an war es sein Ehrgeiz, die Bühne zu erobern. Er suchte nach einem geeigneten Stoff. Sein Mentor Prechtler war ihm dabei behilflich. Ausgewählt wurde die Sage vom „Steinernen Herzen“ von Wilhelm Hauff. 1845 war das Volksstück fertig und wurde mit dem Titel Der Holländer Michel am Theater in der Josefstadt, einer Vorstadtbühne, am 10. Mai 1846 aufgeführt. Das Publikum nahm das Stück gut an. Mosenthal gehörte zu den wenigen Dramatikern, die sich ihre Stücke auch im Theater anschauten. „Ein dramatischer Dichter muss Erfolg wie Niederlage aus erster Hand entgegennehmen“, sagte er. Nun strebte er danach, ans Burgtheater zu kommen. Sein nächstes Drama Die Sklavin wurde jedoch vom damaligen Chef des Hofburgtheaters, Graf Dietrichstein, abgelehnt, dafür aber im Theater an der Wien mit Erfolg gegeben. 1847 veröffentlichte er unter dem Titel Primula veris eine Sammlung lyrischer Gedichte. In dieser Zeit lernte er den in literarischen Kreisen hochgeachteten Mediziner Benedikt Schulz kennen, der ihm später Hausarzt und treuer Freund werden sollte.

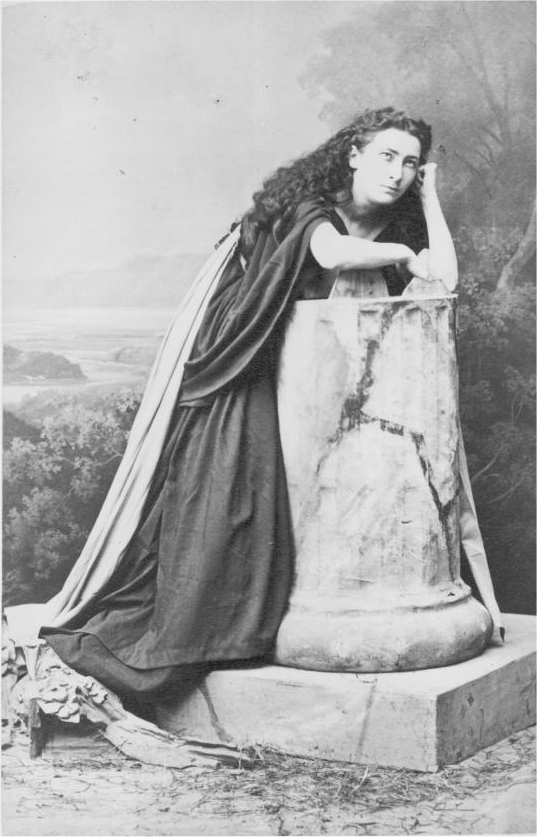
Charlotte Wolter, Schauspielerin; Rollenbild aus Salomon Hermann von Mosenthals Deborah, aufgeführt am Wiener Burgtheater

### Durchbruch mit „Deborah“ und Verlobung
Im Frühling 1848 brach in Wien die Märzrevolution aus. Mosenthal zog sich auf Drängen seines Arbeitgebers mit den Zöglingen in das stille Döbling bei Wien in ein Gartenhäuschen zurück, wo in kurzer Zeit sein berühmtestes, volkstümlichstes Stück entstand: Ideen von Freiheit und Gleichheit sowie vom Brechen mit Religionsvorurteilen beschäftigten ihn bei der Schaffung des Tendenzdramas Deborah – nach den dramatischen Skizzen von Prechtler. Sein populärstes Drama stellt die unglückliche Liebe einer jungen, schönen Jüdin zu einem Christen dar und thematisiert vor allem die Frage, ob und wie christliche Mehrheit und jüdische Minderheit in einem aufgeklärten Staat miteinander leben könnten.
„Und Christ und Jude werden – Menschen sein.
Wenn Bruderliebe unser einz’ger Glaube,
Dann ist die Stunde des Messias da.“ (Deborah, 4. Aufzug, 1. Auftritt)
Deborah wurde zu einem Repertoirestück des deutschen Theaters und machte seinen Namen in der ganzen Welt bekannt. Wieder wurde Mosenthal mit dem Stück beim Burgtheater abgelehnt, jedoch vom Hamburger Stadttheater angenommen. Als erste verkörperte Antonie Wilhelmi (1823/1826–1909) die Hauptfigur der Jüdin Deborah. Es wurde ein Erfolg. Das zweite Debüt fand in Brünn statt. Zum ersten Mal in Wien wurde das Drama im Theater an der Wien aufgeführt, dem damals größten Theater der Residenzstadt – mit einer hervorragenden Amalie Weißbach in der Titelrolle. Von der jüdischen Gemeinde wurde das Stück zunächst nicht positiv angenommen, da sie die schlechte Behandlung der Juden im Stück ablehnten. Diese Kritik schmerzte den Dichter, der jedoch 20 Jahre später durch die Festrede des Vorstandes der ersten Judengemeinde in Graz rehabilitiert wurde. Nach seiner Meinung hätte Mosenthal den Weg zu einer neuen Heimat der Juden in der Steiermark gebahnt. Ende 1848 wurde das Stück in Berlin im königlichen Hoftheater aufgeführt. Mosenthal war von der schauspielerischen Leistung von Bertha Thomas (geb. Hausmann) hingerissen, die sogar noch an ihrem Sterbebett in ihren Typhusfieberfantasien Textstellen der Deborah vorgetragen haben soll. Die Deborah wurde in München von Marie Straßmann-Damböck, gespielt, in Mosenthals Heimatstadt Kassel von Frau Thale, in Pest von Frau Buljowski, in Prag von der hervorragenden Kolar, in Hamburg von Zerline Würzburg. Jede Stadt behauptete, die beste Deborah zu besitzen. Der Autor selbst war am meisten von der Darstellung durch Fanny Janauschek am Theater an der Wien beeindruckt. Durch die Mithilfe von Heinrich Laube kam Deborah 1864 nun doch ans Burgtheater. Die Titelheldin wurde meisterlich von Charlotte Wolter dargestellt und auch Amalie Haizinger war unter den Mitwirkenden. Die Darstellung der Deborah durch die berühmte Schauspielerin Adelaide Ristori beurteilte der Autor jedoch kritisch – er empfand sie als erdrückend. In New York hatte eine Bearbeitung der Deborah, namens Leah durch Hezekiah Linthicum Bateman sensationellen Erfolg. Seine Tochter Kate Josephine Bateman (später: Crow) spielte die Leah ein Jahr lang, zog dann mit ihrer Truppe nach London und spielte die Rolle an 500 Abenden im Royal Adelphitheater. Im Spätsommer 1849 reiste Mosenthal nach Berlin zur Erstaufführung der Deborah. Am Nachmittag desselben Tages gab es ein Wiedersehen mit seiner Cousine Lina, die mit ihren Eltern mittlerweile nach Berlin übersiedelt war. Mosenthal gestand ihr seine Liebe und machte ihr einen Antrag. Beim Abendessen nach der erfolgreichen Vorstellung willigte sie ihm in Anwesenheit ihrer Familie ein. Auf dem Rückweg nach Wien hielt er in seiner Heimatstadt Kassel und besuchte mit seinen Eltern eine Aufführung von „Deborah“. Beim Verlassen des Theaters war sein greiser Vater zu Tränen gerührt und dankte Gott dafür, dass er diesen Tag erleben durfte.

### Eintritt in den Staatsdienst und Hochzeit
In dieser Zeit wurde ihm auch von der Universität Marburg in absentia das philosophische Doktordiplom erteilt. Mosenthal war berühmt geworden. Zur Sicherstellung des künftigen Eheglücks musste er sich nun um eine gesicherte Lebensstellung umsehen. Der Dichter hatte zahlreiche und einflussreiche Freunde, die ihm in Aussicht stellten, dass er trotz seines religiösen Bekenntnisses wie schon andere österreichische Dichter vor ihm (Grillparzer, Prechtler, Halm, Seidl) eine Anstellung im Hof- und Staatsdienst bekommen sollte. Am 18. Dezember 1849 wurde er mit der Tragödie Cäcilia von Albano am Burgtheater endlich heimisch. Am 12. September 1850 folgte das Schauspiel Ein deutsches Dichterleben, das zum Teil auf einem Roman Otto Müllers beruht.
Niemand stand zu dieser Zeit Mosenthal näher als der Komponist Josef Dessauer, der sein unermüdlicher Förderer war. Es gelang ihm, seinen Freund, den Unterrichtsminister Graf Leo von Thun und Hohenstein, zu bewegen, dem jungen Dichter eine bescheidene Stelle im Ministerium für Kultus und Unterricht zu geben.
Nun stand einer Hochzeit Mosenthals nichts mehr im Wege, welche am 8. Juni 1851 in Stuttgart, dem Geburtsort der Braut, stattfand. Ein Jugendtraum ging in Erfüllung. Alles, was literarisch und künstlerisch in Württembergs Hauptstadt Rang und Namen hatte, versammelte sich an der Hochzeitstafel. Am Abend wurde den Brautleuten zu Ehren am Hoftheater Das deutsche Dichterleben aufgeführt, den Tag darauf gingen sie auf Hochzeitsreise. Im August fuhr Mosenthal gemeinsam mit seiner Gattin nach Wien, wo sie von seiner ehemaligen Arbeitgeberin Frau von Goldschmidt eingeladen wurden, die ersten Wochen in jenem Häuschen in Döbling bei Wien zu verbringen, in dem der Dichter 1848 Deborah geschaffen hatte. Im Spätherbst siedelte das Brautpaar in die Stadt über. Sie bezogen ihre Wohnung im fünften Stock des Palais Coburg. Oft wurden sie von den zahlreichen Freunden Mosenthals wie Amalie Haitzinger (inzwischen fix am Burgtheater) samt Tochter Louise (nunmehr Gräfin Schönfeld), Zerline Würzburg (nunmehr: Gabillon) und anderen Freunden, Schauspielern, Musikern, Dichtern und Kunstfreunden besucht – genauso war das Ehepaar seinerseits bei diesen Freunden eingeladen.
Die nächsten dramatischen Produktionen Mosenthals waren Der Dorflehrer (1852) und Gabriele de Precy (1853).
1852 wurde auch sein Onkel Karl Weil als Regierungsrat von Ministerpräsident Fürst Felix Schwarzenberg in den österreichischen Staatsdienst gerufen. Somit hatte der Dichter seine Schwiegereltern, die ihm wie zweite Eltern waren, in der Nähe. Bald siedelte sich auch sein Schwager Heinrich als Doktor der Medizin in Wien an. Im Sommer lebten alle gemeinsam in Dornbach oder Neuwaldegg, wo man herrliche Spaziergänge machen konnte.
Bloß der gemeinsame Kinderwunsch der beiden Vermählten sollte sich nicht erfüllen.
Sie unternahmen Erholungsreisen nach Deutschland, in die Schweiz und nach Oberitalien, manchmal auch ins Salzkammergut.

### Entstehung von „Der Sonnwendhof“
Als der Poet 1854 mit seiner Frau einen Abendspaziergang von Aussee zum Grundlsee unternahm, sah er ein Bauernhaus mit weit vorspringendem Dach. Am Tor lehnte eine stattliche Bäuerin, die den Knecht beim Heuabladen beobachtete. Jener wiederum schielte verstohlen auf eine schlanke Magd, die sich gerade über den Brunnen beugte. Aus dem Hintergrund sah man einen zerlumpten Kerl, der sich pfeifend dem Hof näherte.
In diesem Moment begann Mosenthal die Geschichte weiterzuspinnen: „Wenn jetzt der Vagabund im Haus für Unruhe sorgen würde, die stolze Bäuerin heimlich dem Knecht zugeneigt wäre, dieser aber an der Dirne interessiert wäre, dann, dann …“ Darauf seine junge Frau flüsternd: „Das ist doch eine Idee für ein Stück.“ „Nein“, rief der Dichter begeistert, „das ist keine Idee, das ist ein ganzes Stück“. Noch in derselben Nacht entstanden in seinem Kopf Bild an Bild, Situation an Situation an Situation, Charakter an Charakter.
Als Mosenthal im Herbst nach Wien zurückkehrte, brachte er ein vollendetes Schauspiel, das fünfaktige Volksstück Der Sonnwendhof mit und reichte es bei Heinrich Laube, dem anspruchsvollen Direktor des Burgtheaters, ein. Dieser befand das Stück für gut und stark, keine Umarbeitung war mehr nötig. Die Uraufführung fand am 18. Oktober 1854 statt. Auch auf allen anderen deutschen Bühnen bewährte sich das starke Bühnenstück, das – wie schon Deborah – unbestritten erfolgreich war. Sein nächstes Stück am Burgtheater Düwecke sollte später nicht mehr an diesen Erfolg anschließen können.
1854 kam das lyrische Sammelwerk Österreichisches Museum heraus, 1856 Der Goldschmied von Ulm, ein Volksmärchen in 3 Akten, und 1857 Das gefangene Bild, ein dramatisches Gedicht in 3 Akten. Die beiden letzteren Werke wurden zuerst in Dresden aufgeführt.
1859 war nach militärischen Niederlagen Österreichs in Italien der Nationalstolz des Wiener Publikums tief gedemütigt. Dies zeigte sich bei der Erstaufführung von Mosenthals Stück Düwecke, einer harmlosen Hof- und Staatsintrige. Die unzufriedenen Zuschauer kommentierten jedes als politische Anspielung interpretierbare Wort auf der Bühne lautstark. Infolgedessen wurde auf höheren Befehl die weitere Aufführung des Stücks verboten, weil dieses staatsgefährlich und aufwühlend sei, was den loyalen Dichter derart kränkte, dass er vorerst keine Lust mehr hatte, für die Bühne zu schaffen. Durch die Februarverfassung (Februarpatent) von 1861 war der politische Horizont aber wieder geklärt, und im Winter 1861/62 schuf Mosenthal mit Begeisterung sein nächstes dramatisches Werk – Die deutschen Komödianten.

### Tod der Gattin, Reisen
Mitte März 1862 geschah etwas Schreckliches. Mosenthals Gattin Lina verstarb während einer Geburt, auch das Kind überlebte nicht. Der Dichter verlor kurz seinen Lebenswillen, doch seine Verwandten brachten ihn dazu, in die kalte Hand der Verstorbenen zu schwören, dass er zu leben versuchen wolle.
Mit der Sachkenntnis eines Arztes schrieb er am 1. April 1862 die Krankengeschichte seiner Frau nieder und malte aus, wie er in dieser Zeit gelitten hatte. Doktor Schulz, sein Schwiegervater und sein Schwager Heinrich von Weil erlebten mit ihm gemeinsam die letzten Stunden seiner Frau. Bevor sie endgültig ihr Bewusstsein verlor, beugte sich Mosenthal noch ein letztes Mal über seine sterbende Gattin: „Höre mich, meine Lina, von nun an bis in Ewigkeit bleibst du meine einzige Liebe! Hast du mich gehört?“ Lina raffte noch ein letztes Mal die Kraft der Seele zusammen und rief: „Ja!“. Die beiden küssten sich ein letztes Mal und sie verlor das Bewusstsein. Drei Jahre lang sollte der Dichter von nun an seinen Schmerz und seinen Jammer in einem Büchlein aufzeichnen. Nach außen hin stellte er sich heiter, weil ihn die meisten seiner Meinung nach ohnehin nicht verstanden hätten. Sein Bruder Julius wollte ihn von seiner Trauer ablenken und lud ihn zu sich nach Paris ein, wo der Dichter im Théàter francais vom Zusammenspiel der Schauspielerin Favart und des François-Joseph Regnier hingerissen war. Nach 15 Tagen reiste er weiter nach London zu seinem ältesten Bruder Adolf Mosenthal. Durch Deborah war sein Name damals in England so populär, dass ihn der Rummel um seine Person erdrückte und er sich wieder nach Wien zurücksehnte. Zurück in Wien war sein erster Gang auf den Friedhof zum Grab seiner Gattin. Den großen Erfolg seines noch zu ihren Lebzeiten geschriebenen Stücks Die deutschen Komödianten am Burgtheater „teilte er ihr ebenfalls am Grab mit“.
1864 konnte er auf Einladung von Herzog Ernst II. (Sachsen-Coburg und Gotha) die Uraufführung seines nächsten Stücks Pietra im Hoftheater von Coburg erleben und in dessen Schloss wohnen. Zurück in Wien spürte er wieder die Einsamkeit und verfiel in Todessehnsucht. Nur mehr die Musik war ihm ein Trost.

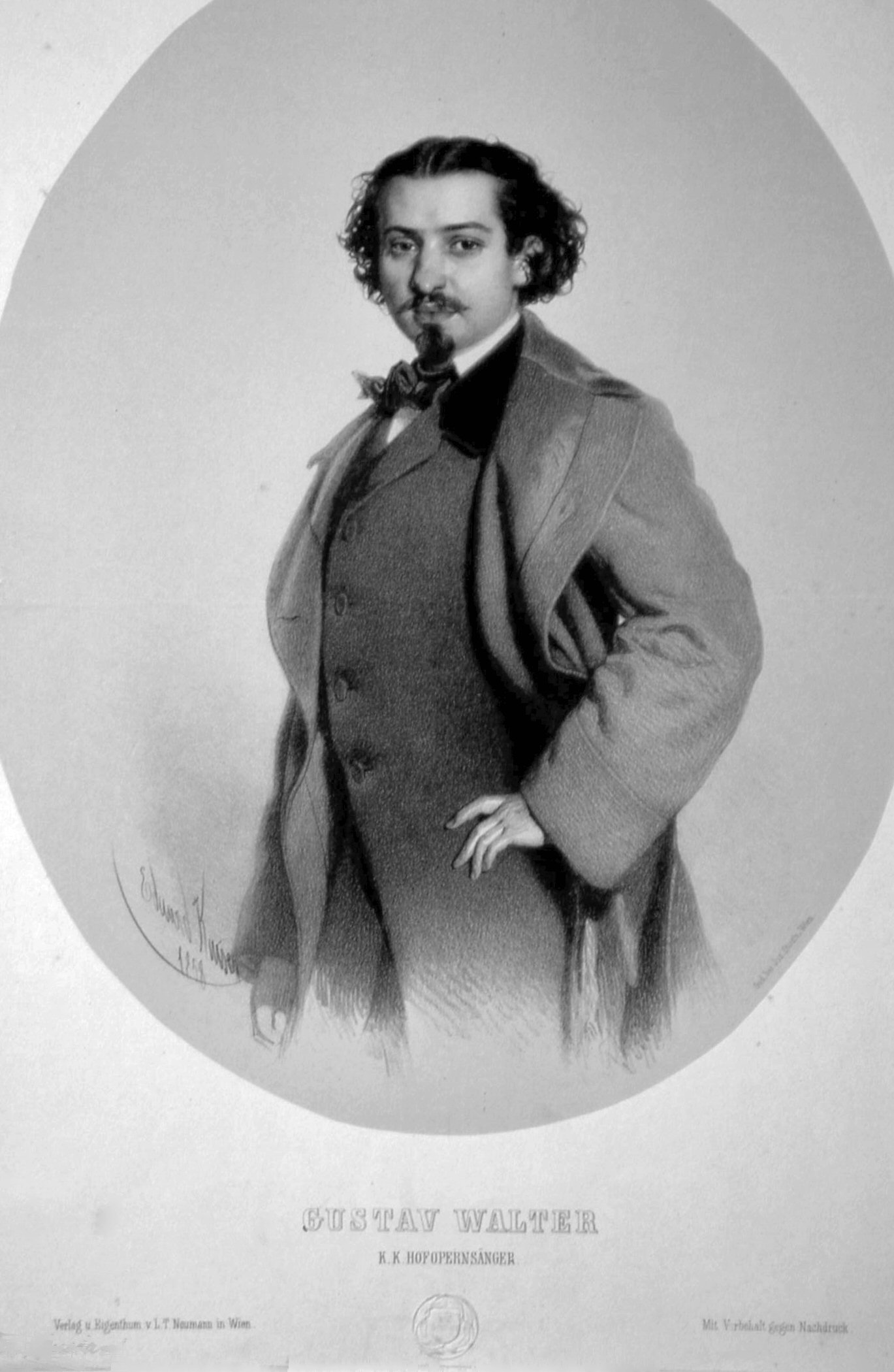
Gustav Walter (1834–1910), österreichischer Opernsänger. Lithographie von Eduard Kaiser, 1858.

### Begegnung mit den Brüdern Walter – Tod der Eltern
Als er eines Abends in Bad Vöslau bei Wien traurig umherirrte, begegnete er dem Kammer- und Hofopernsänger Gustav Walter, der ihn zu sich in sein Haus einlud. Auf Wunsch des Dichters trug dieser Mosenthal ein Lied um das andere vor. Es war dem trauernden Dichter, als hörte er im Ton der Stimme seine verstorbene Frau. Es war für ihn, als schickte sie ihm in harmonischen Klängen Grüße aus dem Jenseits. Das Singen Walters wärmte ihm das Herz und begründete eine große Freundschaft zwischen den beiden Männern, die sich bis zum Lebensende des Dramatikers fortsetzen sollte. Über Gustav Walter lernte Mosenthal auch dessen jüngeren Bruder Alois kennen, der ihm anbot, die Wohnung mit ihm brüderlich zu teilen, damit er nicht immer so allein sei. Mosenthal nahm an. Langsam kehrten bei ihm Heiterkeit und Lebensfreude zurück. Die Abende verbrachte er meist im Operntheater und nach der Vorstellung saß er mit Künstlern, Schriftstellern und Kunstfreunden bis spät nach Mitternacht zusammen. Nach außen merkte niemand mehr, welches unheilbare Leid noch immer in ihm wühlte.
Nach dem Ableben seines Vaters 1850 starb 1868 auch seine geliebte Mutter, die ihm nach Linas Tod tröstend und ermutigend zur Seite gestanden war. Ein von ihm verfasstes achtzeiliges Gedicht voller Dank und Lob schmückte ihr Grab in Kassel.

### Ehrenamtliche und karitative Tätigkeit
Mosenthal hatte den Wunsch, einmal in der Erinnerung der Menschen fortzuleben. Dafür wollte er Gutes tun, so viel er nur konnte. Er half den Notleidenden und beteiligte sich an vielen gemeinnützigen Aktionen. So wählte ihn etwa der israelitische Taubstummenverein zum Vorstand. Er übernahm zudem die Leitung der Wiener Filiale der deutschen Schillerstiftung und unterstützte hilfsbedürftige Schriftsteller.
1868 wurde er einstimmig in die Direktion der Gesellschaft der Musikfreunde Wiens gewählt. Er stieg bis zum Amt des Vizepräsidenten auf. Somit gewann er großen Einfluss auf das musikalische Leben Wiens. In diese Zeit fiel die Reorganisation des Konservatoriums. Neben einer Opernschule wurde auch eine Schule für das rezitierende Schauspiel eingerichtet. Ab 1871 wurden Künstlerabende von den Musikfreunden abgehalten, bei denen sich die Wiener Gesellschaft tummelte.
Mosenthal hatte zahlreiche Freunde und Bekannte. Eine große Verehrerin seiner Dichtkunst war die Fürstin Marie von Hohenlohe. Überhaupt war er in den Salons der Aristokratie ein gern gesehener Gast – wie auch bei den glänzenden Festen der Wiener Finanzwelt. In dieser Zeit entstand eine Reihe von Gelegenheitsdichtungen, teils öffentlich aufgeführt, teils für den intimen Freundeskreis gedacht.
Sein Name wurde auch außerhalb Österreichs bekannt. Auch auf einer Reise durch Norwegen und Schweden verband man seinen Namen sofort mit seinem Stück Deborah.

### Mosenthal als Librettist
Er widmete sich nun dem Dichten von Operntexten (Libretti) und wurde zum beliebtesten Librettisten Deutschlands. Am bekanntesten sind Die lustigen Weiber von Windsor (Musik von Otto Nicolai), Judith (Franz Doppler), Folkunger (Edmund Kretschmar), Makkabäer (Anton Rubinstein), Königin von Saba (Karl Goldmark) und Das goldene Kreuz (Ignaz Brüll).

### Abnehmender Erfolg und Kritik
Leider färbte diese Arbeit auf seine rezitierenden Dramen ab, denen nun etwas Opernhaftes anhaftete. Diese waren Schulz von Altenbüren (1867), Isabella Orsini (1868), Maryna (1870), Madeleine Morel (1872), Die Sirene (1874) und Parisina (1875). Sein letztes Drama Parisina hatte zwar bei seiner Aufführung im Hoftheater in Dresden Erfolg, die Direktion und die Schauspieler des Hofburgtheaters in Wien kamen dem Werk aber mit Misstrauen entgegen, was den Dichter befremdete. Auf eine erfolgreiche Uraufführung des Stücks an der Burg folgte schon am Folgeabend in der 2. Aufführung ein ernüchternd schwacher Besuch. Die dritte Aufführung fand so wenig Zuspruch, dass das Drama vom Programm genommen wurde und die Kritiker maßlos heftig über Dichtung und Dichter herfielen.
Mosenthal hatte überhaupt in seinen letzten Jahren unter den Attacken der Wiener Journalisten zu leiden. Sie scheuten nicht davor zurück, auch die wirklichen und vermeintlichen persönlichen Schwächen des Dichters zu kritisieren. So blieben ihm auch antisemitische Angriffe nicht erspart.

### Novellen über das jüdische Leben
Der Dramatiker verfiel ob der Kritik und Ablehnung in eine krankhaft gereizte Stimmung und er beschloss, nichts mehr für das Theater zu schreiben. Stattdessen begann er zum ersten Mal seit 1847 wieder mit dem Verfassen von Novellen. Die erste, Tante Guttraud, erschien erfolgreich in der Zeitschrift Gartenlaube. Weitere ähnliche Genrebilder über das jüdische Leben im Kassel seiner Kindheit folgten. Gern las Mosenthal seine Erzählungen vor Gesellschaft vor und war scheinbar wieder der Alte.
Die Hochzeit eines Neffen im Juni 1876 in Frankfurt am Main führte ihn noch einmal vor seinem Tod mit seinen Brüdern Adolf aus London, Julius aus Paris und seiner Schwester Helene aus Kassel zusammen. Danach führte sein Weg nach Kissingen, wo er dem Verleger Eduard Hallberger freudig seine Novellen zum Abdruck übergab. Die Illustrationen stammten von Moritz Daniel Oppenheim.

### Bau eines Landhäuschens und Krankheit
Die heißesten Sommermonate verlebte er gewöhnlich in der Nähe seines Freundes Gustav Walter in Pötzleinsdorf bei Wien, am Fuß des Wienerwalds gelegen. Als dort auf einer Anhöhe ein Baugrund erhältlich war, kam ihm die Idee, für sich und seinen unzertrennlichen Begleiter Alois Walter dort ein kleines Landhäuschen zu errichten. Er setzte den Plan um, und Mitte September 1876 war das weithin schimmernde rote Häuschen fast fertig. Stolz zeigte er Freunden die neu erbaute Villa mit ihren wechselnden Ausblicken auf Berg und Wald, auf Park und Wiesen. Auf dem Haus war die Inschrift „Je nun, so dann!“, ein Zitat aus dem Erfolgsstück Der Sonnwendhof zu lesen. Der Dichter war sich selbst nicht sicher, ob er das Häuschen im folgenden Frühjahr beziehen würde können. Nach außen wirkte der Dichter immer blühend und kräftig, privat verschlechterte sich jedoch der Gesundheitszustand in seinen letzten Jahren. Immer wieder musste er für einige Tage Bett und Zimmer hüten.

### Tod des Dichters
Am Abend des 14. Februar 1877 musste er den Freundeskreis verlassen und klagte, „dass er schwer leide“. Am Folgetag fiel er während einer Sitzung der Gesellschaft der Musikfreunde in Ohnmacht. Ein anwesender Arzt brachte ihn nach Hause und empfahl ihm nach einer Besserung am nächsten Morgen, seinen Arzt und Freund Doktor Schulz zu benachrichtigen. Dieser blieb dann bis Mitternacht bei ihm. Sein Puls verlangsamte sich, er atmete schwer und kalter Schweiß brach aus. In der Nacht wachten Freund Alois und sein treuer Diener bei dem Leidenden. Der Kranke jammerte, dass er sein liebes Häuschen in Pötzleinsdorf wohl nie bewohnen werde. Am Morgen konnte er ein wenig schlafen, erwachte jedoch gegen 8 Uhr plötzlich, stieg aus dem Bett und wollte – sich auf den Diener stützend – im Zimmer herumgehen. Da schrie er plötzlich auf, ein Strom von Blut drang aus seinem Mund, er röchelte kurz, atmete ein letztes Mal auf. Das Blut hatte die Herzwand durchrissen – er war tot – im Alter von nur 56 Jahren.
Die Nachricht über seinen Tod verbreitete sich in Windeseile und allerorts nahm man schmerzlichste Anteilnahme. Wien fühlte, dass es einen seiner menschenfreundlichsten, edelsten Mitbürger, Österreich, dass es einen treuen Patrioten, und Deutschland, dass es einen seiner volkstümlichsten Dichter verloren hatte.

### Letzter Wille und Nachlass
In Mosenthals Schreibtisch fand sich ein Testament vom 25. Oktober 1876. Darin drückte er aus, wie unglücklich und einsam er seit dem Tod seiner Frau war und seinen eigenen Tod erwarte. Weiterhin drückte er in seinem letzten Willen auch seinen Dank gegenüber seinen Angehörigen und Freunden aus. Er verzieh allen, die ihn absichtlich oder unabsichtlich gekränkt hatten. Er schrieb weiter, dass es sein Streben gewesen sei, seine künstlerische Aufgabe ernst und redlich zu erfüllen, und dass er im innersten Herzen alle seine Erfolge als ein Geschenk Gottes angesehen habe und die Fehler seiner Arbeiten besser als seine höhnischsten Kritiker eingesehen habe.
Zur Universalerbin setzte er seine Schwester Helene ein, die er von seinen Geschwistern aufgrund ihrer großen Liebe und Anteilnahme hervorhob. Testamentsexekutoren wurden sein Schwager Heinrich von Weil und sein Freund Benedikt Schulz. Als Verfügungsberechtigten über den literarischen Nachlass bestellte er seinen Freund und Kollegen Josef Weilen.
In seinem literarischen Nachlass fand man noch folgende Werke:
- Russalka, Operntext, kurz vor dem Tod fertiggestellt
- Die dunkle Stunde, ein Romanfragment
- Jakob Böhme, Plan eines Stücks
- Konrad Vorlauf, Manuskript eines österreichischen Volksstückes, verfasst unter dem Pseudonym Friedrich Lehner. Dieses Drama wurde 1872 im Wiener Stadttheater unter der Direktion Heinrich Laubes aufgeführt und sollte laut Autor eine Huldigung an die Stadt Wien sein, war aber kein Erfolg.

Das Kapital der von ihm 1862 ins Leben gerufenen Stiftung für arme Wöchnerinnen, die von einem Mädchen entbinden und diesem den Namen Lina geben, wurde aus Mitteln der Verlassenschaft aufgestockt. Verschiedene Wohltätigkeitsvereine erhielten Legate.
Das Honorar für eine Ausgabe seiner Werke bekam das freie deutsche Hochstift in Frankfurt am Main, dessen Meister und Genosse Mosenthal seit Jahren gewesen war. Die Tantiemen seiner dramatischen Werke erhielt der Wiener Zweigverein der deutschen Schillerstiftung. Die Erträgnisse seiner Operntexte vermachte er der Gesellschaft der Musikfreunde in Wien. Damit sollte armen Schriftstellern, Schauspielern und Musikern eine künstlerische Ausbildung ermöglicht werden.
Schließlich hatte der Dichter testamentarisch angeordnet, dass nach seinem Ableben die ihm verliehenen Orden, soweit dieselben nicht zurückgegeben werden mussten, in der Synagoge seiner Geburtsstadt Kassel aufgehängt werden sollen. Das Landrabbinat sprach sich jedoch aufgrund der bestehenden israelitischen Religionsgesetze dagegen aus.

### Beerdigung und Abschied
Die Beerdigung fand am Nachmittag des 19. Februar 1877, einem klaren milden Wintertag, statt. Der Sarg wurde vom Trauerhaus in der Nibelungengasse (1. Wiener Gemeindebezirk) mit dem Leichenwagen abgeholt. Der große Leichenzug umfasste die damals bedeutenden Wiener Persönlichkeiten aus allen Schichten der Gesellschaft: Erzherzog Karl Ludwig, ältester Bruder des Kaisers, der durch seinen Sekretär vertreten war, Minister Graf Andrassy, vertreten durch Hofrat Teschenberg, Fürst Hohenlohe (erster Obersthofmeister des Kaisers), die Minister Freiherr von Hoffmann, R. Von Chlumecky, Doktor von Stremayr und Doktor Unger sowie alle darstellenden Künstler, Musiker, Maler und Bildhauer Wiens.
Nach einem Fußweg von fast einer Stunde kamen die Trauernden im israelitischen Friedhof in Währing (Jüdischer Friedhof Währing) an. In der Totenhalle sang der greise Oberkantor Sulzer einen ergreifenden Totengesang. Darauf folgte eine Predigt von Adolf Jellinek, der noch einmal das Leben des Dichters schilderte. Am Grab sprach dann Johannes Nordmann (1820–1887), Präsident des Wiener Journalisten- und Schriftstellervereins Konkordia, im Namen des literarischen Wiens. Er beklagte den frühen Tod des Dichters. Der aus Paris herbeigeeilte Bruder Julius sprach schließlich das Totengebet, währenddem der Sarg beerdigt wurde.
Am 18. Juli 1941 wurde er gemeinsam mit seiner 1862 verstorbenen Frau Caroline auf den Wiener Zentralfriedhof (4. Tor, Gruppe 14, Reihe 13) umgebettet.

## Auszeichnungen und Ehrungen
Seine großen Verdienste wurden mit diversen Orden gewürdigt. Der österreichische Kaiser Franz Joseph I. verlieh ihm die Ritterkreuze des Franz-Joseph-Ordens und der eisernen Krone, worauf die Ernennung in den Ritterstand folgte. Als Beamter stieg er bis zum Bibliothekar im Unterrichtsministerium im Range eines Regierungsrats auf. Er trug offen seine Freude über diese Würdigungen zur Schau, was ihm den Neid und die Spottlust anderer einbrachte.
Im Jahr 1888 wurde in Wien-Währing (18. Bezirk) der Mosenthalweg nach ihm benannt, da der Dramatiker dort ein Landhaus besessen hat, an dessen Giebel ein Zitat aus dem Stück Der Sonnwendhof zu lesen war ("Je nun, so dann!").

## Werk
Seine größten Erfolge als Dramatiker errang er mit Bauernstücken, zuerst mit Deborah, dann mit Der Sonnwendhof und Der Schulz von Altenbüren. Die extremen Charaktere und die gelegentlich sentimentale Handlung dieser Stücke bewirkten höchst effektvolle Szenen, aber auch das Abgleiten in Klischees. Mosenthals Dramatisierungen von Stoffen aus der Literaturgeschichte Ein deutsches Dichterleben sowie das Stück Die deutschen Komödianten sind ganz dem Bildungshorizont der Zeit verhaftet und leiden an der Beschränktheit deutschnationaler Sichtweise. Die Gruppe der in der italienischen Renaissance spielenden Tragödien (Pietra, Parisina und Isabella Orsini) verdankt die Stoffwahl vor allem dramaturgischem Kalkül.
Die Operntexte wurden von Komponisten wie Friedrich von Flotow und Heinrich Marschner vertont, denen Mosenthal in seinen „Miniaturen“ ein literarisches Denkmal setzte. Die lustigen Weiber von Windsor sind mit Otto Nicolais Musik noch bis in die Gegenwart bühnenwirksam. Wie kaum ein anderer deutscher Librettist des 19. Jahrhunderts verfügte er über eine ausgeprägte Musikalität.
Genaue Kenntnis der Bühne, Berücksichtigung ihrer Grenzen, scharfe Vertrautheit mit der Wirkung der Bühne, namentlich aber die Schöpfung dankbarer Rollen für die Schauspieler sind Vorzüge, die allen seinen Stücken eigen sind. Von welcher Bedeutung der Dichter für das Wiener Burgtheater war, sieht man daran, dass er in der Zeit von 1849 bis 1875 in deren Repertoire 233-mal vertreten war, davon allein Der Sonnwendhof 54-mal und Deborah 32-mal.
Er war der international erfolgreichste deutsche Dramatiker des 19. Jahrhunderts. Deborah wurde in 12 Sprachen übersetzt und jahrelang in der ganzen Welt aufgeführt. Die lustigen Weiber von Windsor wurden bis in die Gegenwart in zahlreichen Sprachen gedruckt. Deborah wurde allein im Jahr 1862 in New York 400-mal, in den Jahren 1862/63 in London 500-mal aufgeführt.

## Familie
1851 heiratete Salomon Hermann Mosenthal seine Cousine (Caroline) Lina von Weil († 1862), Tochter des Schriftstellers und Journalisten k.k. Hofrats Ritter Karl von Weil (1806–1878) und Esther Engelmann. Ritter Heinrich von Weil (1834–1903), Leiter des orthopädischen Heilinstituts in Döbling bei Wien, war sein Schwager.

## Zitat
Viel gewinnt, wer wenig heischt: Viel gehofft – ist viel getäuscht; Viel gestrebt – ist viel gestritten; Viel geliebt – ist viel gelitten.

## Werke (Auswahl)
- Die lustigen Weiber von Windsor (Libretto), um 1845
- Der Holländer Michel, 1846
- Deborah. Volks-Schauspiel in vier Akten, 1848 (Digitalisat der 5. Auflage von 1875 im Internet Archive)
- Cäcilia von Albano. Dramatisches Gedicht in fünf Aufzügen, 1849 (Digitalisat)
- Ein deutsches Dichterleben. Schauspiel in fünf Aufzügen nach Otto Müller’s gleichnamigem Roman, 1850 (Digitalisat bei Google Books)
- Der Sonnwendhof. Volksschauspiel in fünf Aufzügen, 1854 (Digitalisat der 2. Auflage von 1868 bei Google Books)
- Düweke. Drama in fünf Aufzügen, 1860 (Digitalisat bei Google Books)
- Gesammelte Gedichte, 1866 (Digitalisat)
- Die Königin von Saba (Libretto), 1875
- Erzählungen aus dem jüdischen Familienleben, 1878 (Digitalisat der Auflage von 1913 unter dem Titel Bilder aus dem jüdischen Familienleben)
- Gesammelte Werke in 4 Bänden. Stuttgart & Leipzig : Eduard Hallberger 1878
  - Band 1 & 2 (1878) Digitalisat Israelische Nationalbibliothek, Digitalisat Wisconsin
  - Band 3 & 4 (1878) Digitalisat Israelische Nationalbibliothek, Digitalisat Wisconsin